# Corymica exiguinota
Corymica exiguinota är en fjärilsart som beskrevs av George Francis Hampson 1891. Corymica exiguinota ingår i släktet Corymica och familjen mätare. Inga underarter finns listade i Catalogue of Life.